# Spalangiopelta alata
Spalangiopelta alata är en stekelart som beskrevs av Boucek 1953. Spalangiopelta alata ingår i släktet Spalangiopelta och familjen puppglanssteklar.
Artens utbredningsområde är:
- Tjeckien.
- Danmark.
- Tyskland.
- Nederländerna.
- Sverige.
- Moldavien.

Arten är reproducerande i Sverige. Inga underarter finns listade i Catalogue of Life.